# Yves du Liscouët
Yves du Liscouët, seigneur du Liscouët en Boqueho fut un serviteur d'Henri de Navarre, puis s'illustra pendant les guerres de la Ligue où il fut un chef de guerre impitoyable

## Sa vie
Né vers 1550 au Liscouët en Boqueho, protégé d'Henri IV, il épouse en 1579 Philippe Maridor, dame d'honneur de Jeanne d'Albret, reine de Navarre, protestante, dont il aura cinq enfants. Il s'est probablement converti par amour à la religion réformée (protestantisme), mais cela reste controversé. Seigneur du Bois de la Roche en Coadout, il est nommé gentilhomme de la chambre du roi le 25 novembre 1586, il est capitaine de 50 lances au camp de Mantes le 26 mars 1590 et la même année nommé ensuite gouverneur de Saint-Brieuc et commande pour le compte d'Henri IV les "royaux" pendant la guerre de la Ligue en Bretagne. Il est nommé maréchal de camp le 27 septembre 1593 et tué le 30 novembre 1594 devant le fort de Crozon.

## Le siège de Carhaix
Il assiège et prend Carhaix en septembre 1590 et y perd la main droite, ce qui le rend furieux. Le chanoine Moreau écrit : « les royaux, pour la grande tuerie qu’ils en avaient faite le jour précédent, pensant tout le pays vaincu, et ne croyant pas que personne davantage eût osé bouger, si bien qu’ils ne se doutaient plus de rien." Le combat qui s’ensuit est confus. Les paysans cornouaillais parviennent à entrer dans la ville, mais sont arrêtés par les tirs de mousqueterie. C’est alors que Liscoët, à la tête d’une troupe de cavaliers parvient à les contourner et à les attaquer sur leurs arrières. L’engagement est très meurtrier, mais les royaux en sortent vainqueurs et mettent en déroute leurs ennemis. Dans l’engagement, Yves du Liscoët a été grièvement blessé : "y eut la main droite entièrement coupée d’un coup de hache par le col du bras, et tomba ladite main à terre, et l’on assure que ce fut le prêtre Linlouët qui lui donna ce coup ». Depuis, il fut surnommé "le manchot du Liscouët".

## Ses exactions
Se comportant plus comme un bandit que comme un chef de guerre, il assiège et prend Quintin en novembre 1592, Corlay le 8 mars 1593, Châteauneuf. Dans cette localité, il « y fit beaucoup d'insolences et de cruautés. Plusieurs des habitants et réfugiés y furent tués, les autres qui pouvaient payer rançon retenus prisonniers, et fit mettre le feu aux plus belles maisons de la ville, qui causa grande ruine » écrit le chanoine Moreau. Il prend un moment Tréguier et en 1594 Landerneau. 
D'autres chefs de guerre en même temps bandits écumèrent la région à cette époque comme Guy Eder de la Fontenelle, la Tremblaye ou Anne de Sanzay de la Magnane.

## Le pillage du manoir de Mézarnou
Le manoir de Mézarnou, entouré de douves, était au cœur d'un vaste domaine qui couvrait à l'origine 17 ha et était entouré d'un mur d'enceinte, fut pillé le 1er août 1594 par Yves du Liscouët pendant les guerres de la Ligue  alors que son hôte, Hervé de Parcevaux, et cousin d'Yves du Liscouët, le recevait à souper, tuant deux domestiques et violant, avec ses hommes, les femmes présentes. Hervé de Parcevaux fut emprisonné à Brest pendant deux semaines et libéré après le versement d'une forte rançon de 9 500 écus.

« Le soir du 1er août 1594, Yves du Liscouët vint donc à Mézarnou où il devait diner. Hervé de Parcevaux alla à sa rencontre jusqu'à Landerneau. Le souper fut gai et Du Liscouët ne cessa de témoigner de l'affection au seigneur de Mézarnou (...) Mais aussitôt le souper fini, au moment d'aller se coucher, il met la main au collet de son hôte et le fit prisonnier. Il fut enfermé avec les siens dans la petite salle est, contigüe à la salle à manger. Du Liscouët et ses gens se livrèrent alors au vol et au pillage. Connaissant la maison, il leur était facile de découvrir ce qu'il y avait d'intéressant. Ils emportèrent toute l'argenterie et ce qu'il y avait de précieux. Bien plus, ils pillèrent les églises de Plounéventer et de Lanneuffret, Plouédern et Trémaouézan emportant les croix, calices et ornements que ces paroisses avaient déposés à Mézarnou comme en lieu sûr. (...) Les soldats de Du Liscouët établis à Mézarnou y passèrent quinze jours à butiner, après que leur maître se fut taillé la part du lion, dans les biens de celui qui l'avait reçu en ami sus son toit hospitalier. »

La paix revenue, Hervé de Parcevaux intenta en 1603 un procès à la veuve d'Yves du Liscouët. Dans sa requête il exposa toutes les circonstances du pillage et fit monter la valeur de ce qui avait été pris chez lui à la somme de 70000 écus. Ce procès dura longtemps, puisque 20 ans après, on voit Françoise de Parcevaux, petite fille d'Hervé, s'en occuper encore.

## Le siège de Morlaix
Pendant l'été 1594 il participe au siège de Morlaix sous les ordres du maréchal d'Aumont, puis à l'automne à celui de la Pointe des Espagnols contre les Espagnols qui ont débarqué là et fortifié le fort de Roscanvel en soutien aux Ligueurs. Il fut tué la cinquième semaine du siège, le 9 novembre 1594, s'y l'on en croit le récit du chanoine Moreau du côté de Crozon.
L'église de Coadout près de Guingamp porte les armoiries d'Yves de Liscouët.